# Киен Жианг (провинция)
Киен Жианг (на виетнамски: Kiên Giang) е виетнамска провинция разположена в регион Делтата на Меконг. На север граничи с провинция Ан Жианг и общината на централно управление Кан Тхо, на юг с Тайландския залив, на запад с Камбоджа, а на изток с провинциите Хау Жианг, Бак Лиеу и Ка Мау. Населението е 1 751 760 души (2022).

## Административно деление
Провинция Киен Жианг се състои от един самостоятелен град-админисративен център Зат Жа, едно самостоятелно градче Ха Тиен и дванадесет окръга:
- Ан Биен
- Ан Мин
- Тяу Тхан
- Жионг Зенг
- Го Куао
- Хон Дат
- Киен Хай
- Киен Луонг
- Фу Куок
- Тан Хиеп
- Вин Тхуан
- У Мин Тхуонг